# Ханская Украина

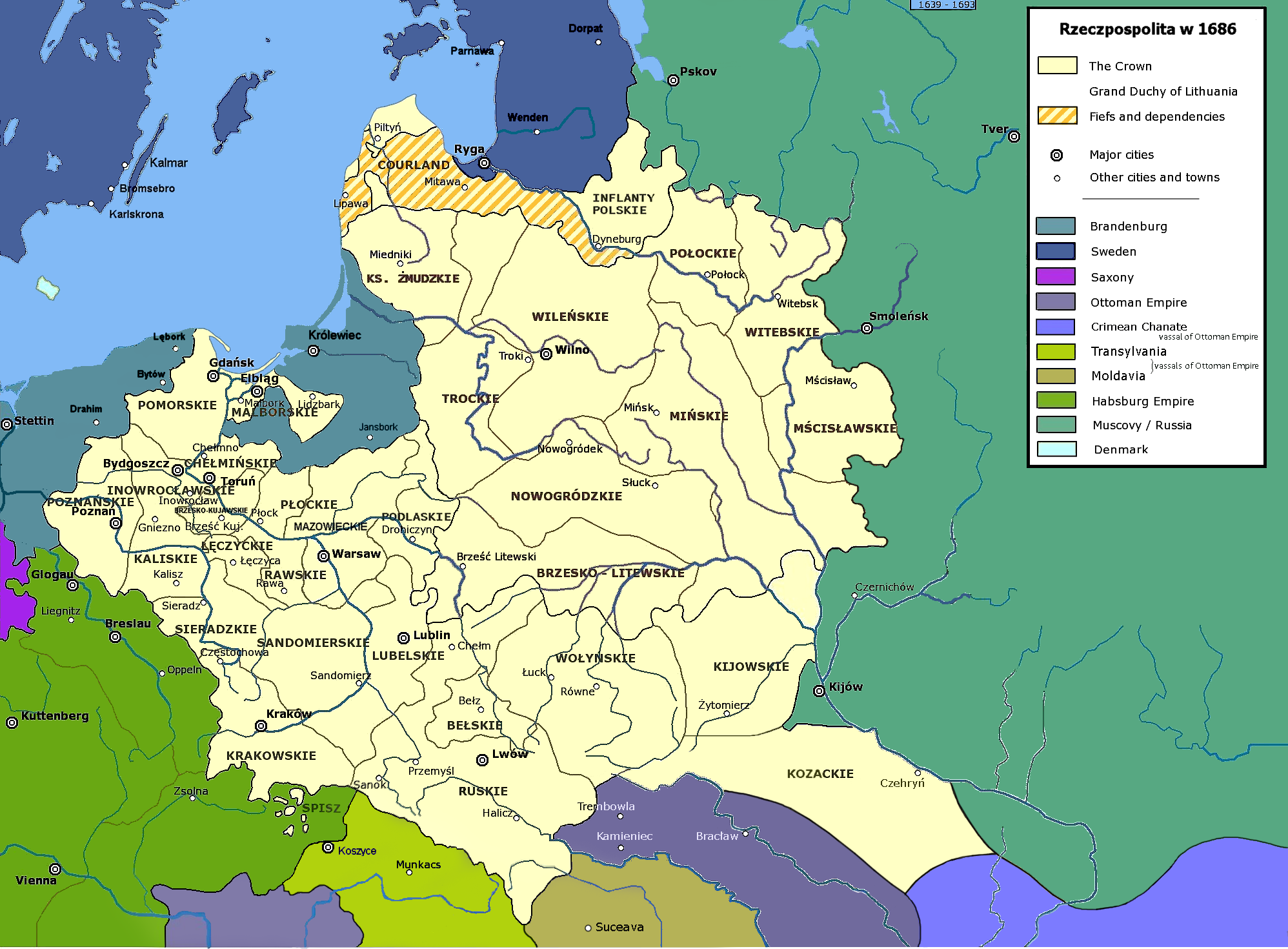
Речь Посполитая в 1686 году. Ханская Украина выделена фиолетовым.

«Ха́нская Украи́на» (также — Ганьщина, турецкое название — Едисан) — условное наименование территории между Днепром и Днестром, принадлежавшие Османской империи в 1680—1791 годах, на юго-западе современного украинского Причерноморья и левобережье современной Молдавии. Заселялась украинцами и молдаванами. Эта территория официально принадлежала Крымскому ханству с 1520-х годов, а затем Османской империи — с 1779 года[прояснить] после заключения Айналы-Кавакской конвенции до момента подписания Ясского мира в декабре 1791 года.
Также исследователи[кто?] относят к «Ханской Украине» период 1711—1734 годов, когда Войско Запорожское Низовое находилось под властью Крымского ханства (или Османской империи[прояснить]).
«Ханская Украина» административно входила в состав Османской империи только номинально — здесь отсутствовали турецкие поселения, кроме некоторых городов на юге.
Наместником Ханской Украины был Гетман Дубоссарский.